# 刘伟 (1961年)
刘伟（1961年3月—），男，汉族，湖北武汉人。1978年12月参加工作，1984年12月加入中国共产党。
厦门大学财政金融系财税专业干部专修科毕业，研究生学历，法学硕士，工商管理硕士。

## 经历
1978年12月，历任四川省重庆市财政局企财一科（处）干事，局办公室秘书，预算处干事、副主任科员、主任科员。（其间：1985年9月－1987年7月，在厦门大学财政金融系财税专业干部专修科学习）1991年12月，任预算处副处长。1995年4月，任预算处处长。（其间：1996年7月－1997年7月，挂职任璧山县县长助理。1995年11月－1997年11月，在财政部财政科学研究所财政专业研究生进修班学习）1998年1月，任重庆市财政局局长助理、党组成员。1999年7月，任重庆市财政局副局长、党组成员。2004年11月，任重庆市财政局副局长、党组副书记（正厅局级）。（其间：2003年3月－2005年7月，在重庆大学网络教育学院经济与工商管理专业本科学习。2004年9月—2007年6月，在重庆大学电气工程学院电气工程专业学习，获得工学硕士学位）
2008年1月，任重庆市财政局局长、党组书记。2013年11月，任重庆市人民政府副市长、党组成员。
2016年2月，任全国人大常委会预算工作委员会副主任。2017年2月，任中华人民共和国财政部副部长，并免去全国人民代表大会常务委员会预算工作委员会副主任职务。
2019年4月，任全国社会保障基金理事会理事长，2025年2月10日卸任。